# Börde

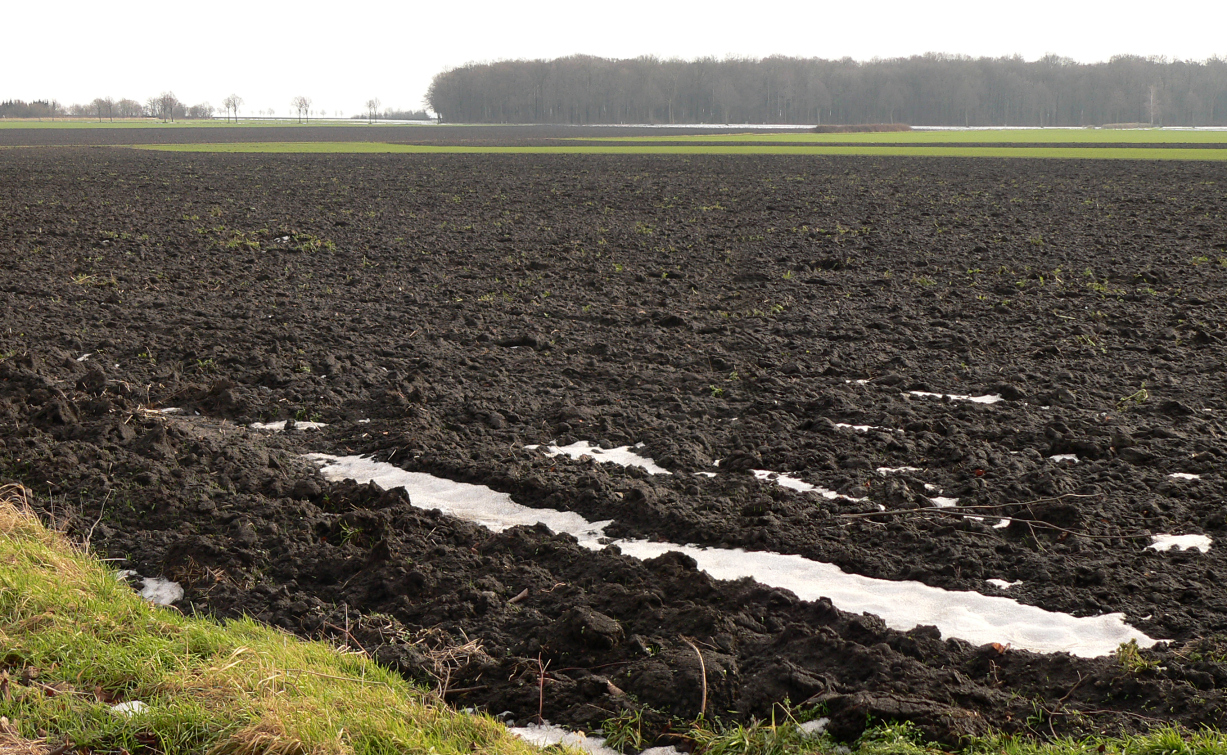
Terres à lœss dans les environs de Harsum. On voit au second plan la forêt d’Asel.

Une Börde est dans le nord de l'Allemagne une dépression, une plaine avec une terre fertile. Il y a plusieurs régions en Allemagne qui portent ce nom.
La concordance typologique de ces régions est singulière entre des plaines et des terres boisées avec de la lœss fertile. Tous ces börde se trouvent en Allemagne, en particulier dans le nord, dans des anciennes moraines issus de l'érosion des anciennes montagnes d'Europe de l'Est et constituent grâce à une terre ressemblant au tchernoziom une des meilleures terres agricoles.

## Étymologie
Les régions se limitent ou se concentrent selon les dialectes régionaux, le westphalien et l'ostphalien. Il y a deux explications contradictoires. D'une part, un rapport supposé avec le vieux haut-allemand giburida-, « juridiction » ou le bas allemand, bören « prendre en charge, collecter ». Börde est considérée dans ce contexte comme un secteur, dans lequel les habitants avaient à assumer ensemble des charges publiques, considéré dans son sens originel d'une « levée de l'impôt d'un secteur ». Il s'agit donc d'une variante dialectale avec Bürde, fardeau.

## Régions avec le nom de Börde
- Fritzlarer Börde
- Heberbörde dans la chaîne de montagnes Heber.
- Hellweg Börde, comprenant Soester Börde, Geseker Börde et Werl-Unnaer Börde
- Hildesheimer Börde, près de Hildesheim
- Jülich-Zülpicher Börde comprenant Zülpicher Börde, Jülicher Börde et Erkelenzer Börde
- Magdeburger Börde
- Warburger Börde

## Arrondissement avec le nom de Börde
- Anciennement Bördekreis (Saxe-Anhalt)
- Arrondissement de la Börde (Saxe-Anhalt)

## Regroupements administratifs avec le nom de Börde
- Westliche Börde (Saxe-Anhalt)
- Börde Lamstedt (Basse-Saxe)

## Villes et villages avec le nom de Börde
- Niedere Börde (Saxe-Anhalt)
- Bördeland (Saxe-Anhalt)
- Hohe Börde (Saxe-Anhalt)
- Bördeaue (Saxe-Anhalt)
- Wanzleben-Börde (Saxe-Anhalt)

## Rues, places et quartiers avec le nom de Börde
- Potthoffs Börde et Hüskenbörde, deux rues voisines d'Essen.